# 福井県道202号中小屋武生線
福井県道202号中小屋武生線（ふくいけんどう202ごう なかごやたけふせん）は、福井県南条郡南越前町から越前市に至る一般県道である。

## 概要
県道と集落をつなぐ県道であり、県道のみで南越前町と越前市を結ぶ役割を担っている。国道365号と並行して走るため、これの迂回路としての役割も担っていると思われる。他の接続路線と併用することで、この地域を全体的に網羅できる道路である。また中小屋集落につながる道はこの県道しかなく、この地域の住民にとっては他地域との接点をこの県道に託す形になっており、非常に重要な道である。
別段狭路もなく、常に片側一車線の確保された一般的な県道である。しかし福井県道137号杣山城趾線の交差点から起点までの区間は観光客が利用する姿が見られるが、他の区間はあまり利用が多いとはいえない。理由として国道365号が隣を併走しているため、特に渋滞が起きるわけでもない国道を利用せず県道を利用する理由が無い点が主に挙げられるだろう。上記した通り、走りやすい県道なので、国道365号が何らかの理由で不通になった際などは利用が増えることが予想される道である。

### 路線データ
- 起点：福井県南条郡南越前町中小屋
- 終点：福井県越前市中平吹町（福井県道136号帆山王子保停車場線交点）

## 路線状況

### 重複区間
- 福井県道203号池田南条線（南条郡南越前町鋳物師（いものし））

### 道の駅
- 南えちぜん山海里（南条郡南越前町）

## 地理

### 通過する自治体
- 福井県
  - 南条郡南越前町 - 越前市

### 交差する道路
| 交差する道路                         | 市町村名 | 市町村名 | 交差する場所       | 交差する場所 |
| ------------------------------------ | -------- | -------- | ------------------ | ------------ |
| 福井県道137号杣山城趾線              | 南条郡   | 南越前町 | 阿久和             |              |
| 福井県道203号池田南条線 重複区間起点 | 南条郡   | 南越前町 | 鋳物師（いものし） |              |
| 福井県道203号池田南条線 重複区間終点 | 南条郡   | 南越前町 | 鋳物師             |              |
| 福井県道136号帆山王子保停車場線      | 越前市   | 越前市   | 中平吹町           | 終点         |

### 沿線
- 花はす公園
- 杣山城跡